# 富岩鉄道ロコ2形電気機関車
富岩鉄道ロコ2形電気機関車（ふがんてつどうロコ2がたでんききかんしゃ）は、富岩鉄道（現在の富山地方鉄道富山港線）が、1940年（昭和15年）に導入した直流用電気機関車である。
後年の戦時買収によって鉄道省（後の日本国有鉄道（国鉄））籍に編入され、ED26形（初代）と改称された。

## 概要
本形式は、1924年（大正13年）にアメリカのボールドウィン（機械部分）・ウェスティングハウス・エレクトリック（電気部分）で1両が製造され、1940年（昭和15年）4月に日本鉄道自動車工業（日鉄自）で改造された凸型機関車であるとされているが、外観は全くの日鉄自スタイルで、ウェスティングハウス社製（例：信濃鉄道1形電気機関車）の印象は全く感じられない。このあたりの経緯については、輸入した部品を使用したためとも、日鉄自で大改造を行なったためともいわれるが、詳細は不明である。本形式を発注した富岩鉄道が1940年の導入に際して鉄道省に提出した設計認可に「中古車両を購入」と記されたことが原因とされるが、その頃には戦時統制の影響で車両の新製がままならなくなってきていたことも背景として考えられる。いずれにしても本形式の前歴は明らかにされておらず、一般には1940年日鉄自製の電気機関車として扱われている。
1941年（昭和16年）12月1日に富山電気鉄道（1943年、富山地方鉄道に改称）に合併、さらに同1943年6月に戦時買収により国有化され、本形式も国鉄籍に編入された。国有化後は、買収前の形式番号のまま使用されたが、1952年（昭和27年）改番されED26 1となった。国鉄時代は一貫して城川原支区に配置され、富山港線で運用されたが、1961年（昭和36年）に実施された同線の架線電圧昇圧（直流600V→1,500V）に伴って同系のED25 1とともに除籍された。その後は越後交通に払い下げられ、国鉄時代の番号のまま、1980年（昭和55年）まで同社長岡線で運用された。